# التحالف من أجل الساحل
التحالف من أجل الساحل. هي قوة عسكرية إقليمية مشتركة لمكافحة الإرهاب المجموعات الجهادية المنتشرة في منطقة ساحل أفريقيا(موريتانيا ومالي والنيجر وبوركينا فاسو وتشاد). تتألف من 5 آلاف عنصر، وتكلف 423 مليون يورو، تبدأ مهامها قبل نهاية العام الحالي.
أقرت إنشائها القمة التي اختتمت الأحد 02 جويلية 2017 في العاصمة المالية باماكو قمة دول الساحل التي ضمت رؤساء خمس دول أفريقية بحضور الرئيس الفرنسي إيمانويل ماكرون.